# Championnat de France masculin de handball 1977-1978
Navigation
Nationale 1 1976-1977 Nationale 1 1978-1979
Le championnat de France de Nationale 1 masculin 1977-1978 est le plus haut niveau de handball en France. 
Le titre de champion de France est remporté par la Stella Sports Saint-Maur. Également vainqueur de la Coupe de France, c'est leur quatrième titre de champion de France.

## Première phase

### Légende
| - Qualifié pour les demi-finales - Qualifié pour les barrages de relégation - Relégation en Nationale II | - T : Tenant du titre - P : Promu de Nationale II - F : Vainqueur de la Coupe de France |

### Poule A
Le classement final de la poule A est, :
|    | Équipe               | Pts | J  | G  | N | P  | Bp  | Bc  | Diff |
| -- | -------------------- | --- | -- | -- | - | -- | --- | --- | ---- |
| 1  | Paris UC             | 45  | 18 | 13 | 1 | 4  | 374 | 309 | 65   |
| 2  | US Ivry              | 41  | 18 | 11 | 1 | 6  | 401 | 355 | 46   |
| 3  | USM Gagny            | 40  | 18 | 10 | 2 | 6  | 397 | 353 | 44   |
| 4  | RC Strasbourg        | 39  | 18 | 9  | 3 | 6  | 381 | 345 | 36   |
| 5  | Stade Marseillais UC | 38  | 18 | 9  | 2 | 7  | 337 | 320 | 17   |
| 6  | USAM Nîmes           | 36  | 18 | 8  | 2 | 8  | 369 | 401 | -32  |
| 7  | ASEA Toulouse        | 35  | 18 | 7  | 3 | 8  | 413 | 397 | 16   |
| 8  | AS Cannes (P)        | 33  | 18 | 6  | 3 | 9  | 362 | 400 | -38  |
| 9  | ES Besançon (P)      | 32  | 18 | 7  | 0 | 11 | 325 | 362 | -37  |
| 10 | ASP Police Paris (P) | 21  | 18 | 1  | 1 | 16 | 339 | 457 | -118 |

### Poule B
Le classement final de la poule B est, :
|    | Équipe                       | Pts | J  | G  | N | P  | Bp  | Bc  | Diff |
| -- | ---------------------------- | --- | -- | -- | - | -- | --- | --- | ---- |
| 1  | CSL Dijon                    | 49  | 18 | 15 | 1 | 2  | 423 | 329 | 94   |
| 2  | Stella Sports Saint-Maur (F) | 47  | 18 | 14 | 1 | 3  | 393 | 302 | 91   |
| 3  | ASPTT Metz                   | 44  | 18 | 12 | 2 | 4  | 394 | 348 | 46   |
| 4  | US Altkirch                  | 36  | 18 | 8  | 2 | 8  | 397 | 409 | -12  |
| 5  | ESM Gonfreville l'Orcher     | 35  | 18 | 7  | 3 | 8  | 324 | 335 | -11  |
| 6  | SS Voltaire Châtenay-Malabry | 34  | 18 | 7  | 2 | 9  | 363 | 376 | -13  |
| 7  | SMEC Metz                    | 33  | 18 | 7  | 1 | 10 | 337 | 338 | -1   |
| 8  | FC Mulhouse                  | 33  | 18 | 6  | 3 | 9  | 349 | 374 | -25  |
| 9  | Villemomble Sports (P)       | 30  | 18 | 5  | 2 | 11 | 371 | 412 | -41  |
| 10 | Laetitia Nantes (P)          | 19  | 18 | 0  | 1 | 17 | 285 | 413 | -128 |

## Phase finale

### Barrages de relégation
Ils opposent les clubs de Nationale I classées aux 7e et 8e place aux 4 clubs de Nationale II ayant terminé second de leur poule.
| Équipe 1                  | Score | Équipe 2      | Aller | Retour |
| ------------------------- | ----- | ------------- | ----- | ------ |
| SE Beaune Handball (NII)  | ? – ? | ASEA Toulouse | ? – ? | ? – ?  |
| FC Sochaux Handball (NII) | ? – ? | AS Cannes     | ? – ? | ? – ?  |
| AS Mantes (NII)           | ? – ? | SMEC Metz     | ? – ? | ? – ?  |
| US Dunkerque (NII)        | ? – ? | FC Mulhouse   | ? – ? | ? – ?  |

Les résultats ne sont pas connus mais les quatre clubs de Nationale I sont maintenus et les quatre clubs de Nationale II restent dans cette division.
Ainsi, seuls quatre clubs de Nationale II sont promus : l'APAS Paris (champion), l'ES Saint-Martin-d'Hères (finaliste du championnat et finaliste de la Coupe de France), l'ASL Tourcoing et le SLUC Nancy.

### Matchs pour le titre
Les résultats de la phase finale sont :
|  | Demi-finales             | Demi-finales             | Demi-finales | Demi-finales |                          |                          | Finale | Finale | Finale | Finale |
|  |                          |                          |              |              |                          |                          |        |        |        |        |
|  |                          |                          |              |              |                          |                          |        |        |        |        |
|  | Stella Sports Saint-Maur | Stella Sports Saint-Maur | 20           | 20           |                          |                          |        |        |        |        |
|  | Stella Sports Saint-Maur | Stella Sports Saint-Maur | 20           | 20           |                          |                          |        |        |        |        |
|  | Paris UC                 | Paris UC                 | 14           | 20           |                          |                          |        |        |        |        |
|  | Paris UC                 | Paris UC                 | 14           | 20           | Stella Sports Saint-Maur | Stella Sports Saint-Maur | 20     | 20     |        |        |
|  |                          |                          |              |              | Stella Sports Saint-Maur | Stella Sports Saint-Maur | 20     | 20     |        |        |
|  |                          |                          | CSL Dijon    | CSL Dijon    | 16                       | 16                       |        |        |        |        |
|  | CSL Dijon                | CSL Dijon                | CSL Dijon    | CSL Dijon    | 16                       | 16                       | 21     | 23     |        |        |
|  | CSL Dijon                | CSL Dijon                |              |              |                          |                          |        | 23     |        |        |
|  | US Ivry                  | US Ivry                  | 14           | 27           |                          |                          |        |        |        |        |
|  | US Ivry                  | US Ivry                  | 14           | 27           |                          |                          |        |        |        |        |

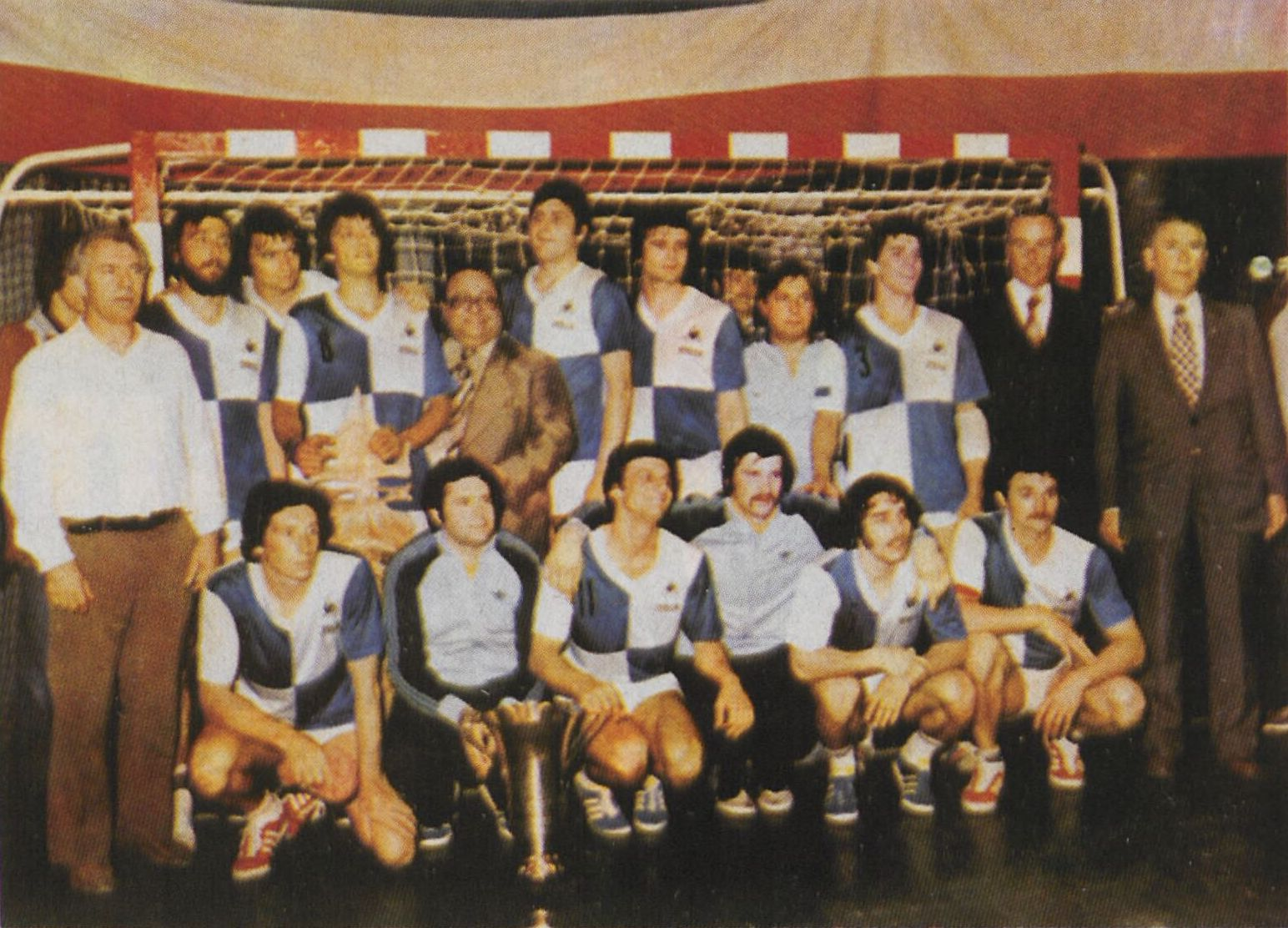
Stella champion de France 1978.

La finale a eu lieu le 20 mai 1978 au Stade Pierre-de-Coubertin
- Stella Sports Saint-Maur (20) : 
  - Joueurs de champs : Jean-Louis Legrand (9 buts dont 4 pen.), Christian Lelarge (2), Bernard Bouteiller (2), Gérard Roussel (2), Jacques Grandjean (2), Alain Nicaise (1), Jean-Paul Martinet (1), Bernard Virolle (1), Patrice Gaudrin, Sylvain Crépin, Daniel Deronchi
  - Gardiens de buts : Dominique De Ronchi, Henri Vindigni
  - Entraîneur : Serge Gelé.
- CSL Dijon (16) : 
  - Joueurs de champs : Bornot (6 dont 4 pen.), Jean-Michel Geoffroy (4 dont 1 pen.), Jean-Jacques Balzer (3), Nubourg (2), Chabanis (1)...
  - Gardiens de buts : Bernard Sellenet
  - Entraîneur : ?
- Arbitres : MM. Bastien et Tretica.